# Cova Figueira
Cova Figueira – miasto na wyspie Fogo w Republice Zielonego Przylądka, od 2005 r. siedziba okręgu administracyjnego (concelho).